# Takuo Aoyagi
Takuo Aoyagi (青柳卓雄, Aoyagi Takuo, Prefectura de Niigata (Japó), 14 de febrer del 1936 — Tòquio, 18 d'abril del 2020) va ser un enginyer japonès, conegut per estar en l'origen del pulsioxímetre.

## Biografia
Es titulà en enginyeria elèctrica a la universitat de Niigata el 1958 i treballà, per un temps, a la companyia d'instruments científics Shimadzu Corporation, fins que al 1971 entrà a la divisió de recerca a la companyia d'equips mèdics Nihon Kohden.

### Pulsioximetria
La pulsioximetria és un procediment de diagnòstic que mesura indirectament la saturació d'oxigen en sang d'un pacient de forma no invasiva, mitjançant un aparell mèdic.
Un primer model d'oxímetre havia estat inventat per Glen Millikan, basant-se en investigacions de Karl von Vierordt, Karl Matthes, i altres; posteriorment, Earl Wood i J. E. Geraci hi feren algunes millores. Aquesta aparells primitius eren poc acurats i difícils d'usar. El punt principal era mesurar la diferència en com la sang absorbia la llum vermella en comparació amb la llum infraroja.
Aoyagi trobà que el pols de la sang dificultava la mesura, en tant que creava un gran volum d'interferència. Per a solucionar-ho, inicialment prenent la mesura a l'orella, i amb altres mètodes. Poc després d'entrar a Nihon Kohden el 1971, Aoyagi creà una fórmula matemàtica que suprimia el "soroll" causat pel pols sanguini, i això el permeté de crear un aparell que mesurava el nivell de l'oxigen a la sang amb molta més precisió que fins aleshores. Procediments similars van ser desenvolupats poc després per Masaichiro Konishi i Akio Yamanishi de Minolta.
El 1974, l'empresa Nihon Kohden presentà una patent de l'aparell, i hi cità Aoyagi i el seu col·lega Michio Kishi (que havia ajudat a fer l'aparell de prova) com a coinventors. La patent va ser atorgada el 1979. Aoyagi continuà estudiant el desenvolupament de tècniques per a la monitorització de l'oxigen. Dissenyà un aparell que anomenà "espectròmetre de pols", que es basava en mesurar la difusió en la sang d'un tint injectat, cosa que donava un procediment relativament poc invasiu per avaluar el flux sanguini hepàtic i el volum de plasma.

## Distincions
El 1993, la universitat de Tòquio li atorgà un doctorat en enginyeria i, el 2002, l'emperador del Japó el distingí amb la Medalla d'Honor amb Galó Morat. Aoyagi va rebre el 2015 la medalla de l'Institute of Electrical and Electronics Engineers.